# تاکاشی شیمورا
تاکاشی شیمورا (به ژاپنی: 志村 喬، Takashi Shimura) (زاده ۱۲ مارس ۱۹۰۵ – درگذشته ۱۱ فوریه ۱۹۸۲) هنرپیشه اهل ژاپن بود. وی بین سال‌های ۱۹۳۶ تا ۱۹۸۱ میلادی فعالیت می‌کرد.
عمده شهرت او به خاطر حضور در ۲۱ فیلم از ۳۰ فیلم آکیرا کوروساوا است. از فیلم‌هایی که وی در آن‌ها بازی کرده، می‌توان به یوجیمبو، کوایدان، راشومون، زیستن، هفت سامورایی، سریر خون، گودزیلا و سامورائی ۳: دوئل در جزیره گان‌ریو اشاره کرد.